# Ontologische Sicherheit
Ontologische Sicherheit (englisch ontological security), auch Seinsgewissheit, ist in der Soziologie nach Anthony Giddens das Vertrauen, das die meisten Menschen in die Kontinuität ihrer Identität und die Konstanz der sie umgebenden sozialen und materiellen Handlungsumwelt haben.
Ihr Gegenteil wird ontologische Unsicherheit genannt.

## Begriff
Das Konzept der „ontologischen Sicherheit“ (engl. ontological security) wurde erstmals 1960 von Ronald D. Laing vorgeschlagen und später von Giddens aufgegriffen. Laing wollte das Wort „ontologisch“ nicht philosophisch, sondern empirisch verstanden wissen: als ein Adverb oder Adjektiv, das dem Wort „Sein“ nahekommt. Er suchte nach einem grundlegenden Konzept, das die Bedingung der Entstehung von Psychosen erfasst, und nannte dies „ontologische Unsicherheit“. Sie gebe Anlass zu selbstzerstörerischem Verhalten, oder aber zur Konstruktion eines angepassten „falschen Selbst“ als Abschirmung des „inneren“ („wahren“) Selbst. Eine Position „ontologischer Sicherheit“ ist nach Laing da erreicht, wo ein Individuum sich seiner Identität und Autonomie gewiss ist, die Verbundenheit mit anderen als potentiell belohnend und nicht als permanente Bedrohung erlebt und sich als „real, lebendig, ganz“ in einer entsprechend „sicheren Welt“ erfahren kann.
Der Begriff wird aus dem Englischen als „ontologische Sicherheit“ übersetzt, bisweilen auch als „Seinsgewissheit“. Letzterer Ausdruck erhielt zuvor bei Alfred Schütz eine etwas andere Bedeutung: die Gewissheit, dass die Dinge so sind, wie sie einem erscheinen.

## Konzept nach Anthony Giddens
Anthony Giddens bezieht die ontologische Sicherheit unter Rückgriff auf Erik H. Erikson und Donald Winnicott auf das Urvertrauen zurück, das auf der Basis einer sicheren Bindung zu einer wichtigen Bezugsperson entsteht. Gewohnheiten und Rituale tragen laut Giddens zur Aufrechterhaltung ontologischer Sicherheit bei.
Der ontologischen Sicherheit stellt Giddens die existenzielle Angst gegenüber. Das Individuum verteidige seine ontologische Sicherheit, um emotionale Störungen in Form von Existenzängsten, Argwohn und Feindseligkeit abzuwehren.

## Rezeption

### Sozialpsychologie
Das Konzept der ontologischen Sicherheit wird in verschiedenen Bereichen als Erklärungsmodell verwendet. So stellte der Soziologe Jan Wehrheim 2004 eine ontologische Verunsicherung in Zusammenhang mit Erfahrungen von sozialem Abstieg, Ausgrenzung und Angst vor Kriminalität:

„Der Wandel des Arbeitsmarktes und die Erosion des Wohlfahrtsstaats führen dazu, dass seit den siebziger Jahren wachsende Minderheiten die Erfahrung sozialen Abstiegs bis hin zur Ausgrenzung machen. Die zunehmende Unsicherheit von Arbeitsplätzen und individuellen Karrieren sowie der Abbau von Sozialleistungen führen zum Verlust sozialer Sicherheit. Zusammen mit Individualisierungsprozessen entsteht ein Gefühl der ‚ontologischen Unsicherheit‘. […] Gerade in Zeiten verschärften sozialen Wandels werden allgemeine, diffuse Unsicherheiten gewissermaßen umcodiert in Ängste vor Kriminalität.“

Des Weiteren wird die Annahme, dass Glaubenssätze mit einem absoluten Wahrheitsanspruch ontologische Sicherheit vermitteln können, als eine Erklärung für die starke Anziehungskraft fundamentalistischer Bewegungen, ob Islamismus oder Rechtspopulismus und Rechtsextremismus, herangezogen.
Das Konzept der ontologischen Sicherheit ist von manchen Autoren mit Wohneigentum in Zusammenhang gebracht worden. Weitere Autoren sprechen der nationalen Identität (Beispiel: Britishness, das Britisch-Sein) eine besondere Rolle bei der Erreichung ontologischer Sicherheit zu.

### Internationale Beziehungen
Im Bereich der Internationalen Beziehungen wird eine Theorie der Ontologischen Sicherheit (ontological security theory, OST) als Element staatlichen Handelns verwendet, das neben der physischen Sicherheit eine wesentliche Rolle spiele.
Jeffrey Huysmans führte 1998 erstmals das Konzept im Zusammenhang mit Internationalen Beziehungen an. Er unterscheidet zwischen der „täglichen“ und der „ontologischen“ Sicherheit. Fremde seien weniger für die physische Sicherheit als vielmehr für die ontologische Sicherheit eines Nationalstaates eine Herausforderung, da seine Ordnung und Legitimität infrage gestellt würden.
Durch die OST würden auch Verhaltensweisen erklärbar, die dem Anschein nach irrational seien. Beispielsweise würden so auch humanitäre Investitionen durch Staaten erklärbar, da Entscheider bemüht seien, Scham in Bezug auf sich oder ihre Organisation bzw. ihren Staat zu vermeiden. Auch für langanhaltende, scheinbar irrationale Konflikte bietet die OST einen Erklärungsansatz. So nimmt Jennifer Mitzen an, dass ein Konflikt, wenn er erst tief genug im Bewusstsein verwurzelt ist, als Teil der Identität aufgefasst werde und es in diesem Fall die Möglichkeit einer Lösung des Konflikts sei, die ontologisch verunsichere.

### Grenzen und Erweiterung des Modells
Verschiedentlich wird betont, dass die Annahme, dass ein Staat (oder eine ähnliche Organisation) eine einheitliche Identität hat, nicht notwendigerweise eine adäquate Beschreibung ist. Es wird auch infrage gestellt, ob die verschiedenen Akteure in einem Kollektiv „nur eine kritische Position hinsichtlich des Scheiterns ihrer eigenen Routinen oder Praktiken einnehmen können“ und ob sie sich nicht auch „reflexiv gegenüber den Strukturen oder Regeln selbst verhalten können“.
Auch Christopher S. Browning und Pertti Joenniemi zufolge greift in Bezug auf internationale Beziehungen eine enge Interpretation ontologischer Sicherheit als eine Sicherung der Identität – unter Gleichsetzung von Identität und Selbst – zu kurz. Das Selbst könne als flexibler und anpassungsfähiger betrachtet werden als die Identität. Um ontologische Sicherheit zu erreichen, sei es nicht notwendig, auf eine Erhaltung der Identität als solcher zu zielen. Vielmehr sei auch eine Erreichung ontologischer Sicherheit durch eine Öffnung in Richtung neuer Möglichkeiten in Betracht zu ziehen.